# Giro d’Italia 2022/9. Etappe
Die 9. Etappe des Giro d’Italia 2022 fand am 15. Mai 2022 statt und war die zweite Bergankunft im Rahmen der 105. Austragung des italienischen Etappenrennens. Die Strecke führte von Isernia über 191 Kilometer und 5000 Höhenmeter auf den Blockhaus, einem Anstieg im zentralen Apennin (Appennino centrale). Nach der Zielankunft hatten die Fahrer insgesamt 1483,2 Kilometer absolviert, was 43 % der Gesamtdistanz der Rundfahrt entsprach. Die Organisatoren der Rundfahrt bewerteten die Schwierigkeit der Etappe mit fünf von fünf Sternen (alta difficoltà).
Im Anschluss an die 9. Etappe folgte der zweite Ruhetag, der in Pescara abgehalten wurde.

## Streckenführung
Der neutralisierte Start erfolgte in Isernia auf dem Piazza San Pietro Celestino nahe dem Fontana Fraterna. Anschließend wurde die Stadt durchfahren und die Fahrer gelangten auf die SS17, wo das Rennen nach 3,4 gefahrenen Kilometern freigegeben wurde.
Unmittelbar nach dem offiziellen Start führten die ersten 4,2 Kilometer bergauf zu dem Valico del Macerone (684 m), der als Anstieg der 3. Kategorie klassifiziert war. Nach einer kurzen Abfahrt erreichten die Fahrer nach 17,8 gefahrenen Kilometern Rionero Sannitico (1032 m), wo eine Bergwertung der 2. Kategorie abgenommen wurde. Diese wies eine durchschnittliche Steigung von 6,7 % auf einer Distanz von 9 Kilometern auf. Anschließend folgte eine kurze Abfahrt auf ein Plateau, ehe Castel di Sangro (797 m) und damit der Fuß der nächsten Steigung erreicht wurde. Diese führte nach Roccaraso (1254 m), war als Bergwertung der 2. Kategorie klassifiziert und hatte eine Länge von 7,3 Kilometern mit 6,1 % Durchschnittssteigung. Nachdem die Kuppe bei Kilometer 37,6 überquert wurde, folgte ein etwa 10 Kilometer langes Plateau. Anschließend ging es für mehrere Kilometer bergab. Die Strecke führte durch Palena, Lama dei Peligni und passierte den Nationalpark Majella im Süden. Nach einem kurzen Anstieg vor Guardiagrele erreichten die Fahrer nach 103,5 Kilometern den ersten Zwischensprint in Filetto. Wenig später wechselte die Fahrtrichtung bei Villamagna von Nord auf Südwest und die Strecke führte zurück in den Apennin. Nun begann die Straße wieder leicht anzusteigen, bis in Pretoro (524 m), der offizielle Anstieg auf den Passo Lanciano (1310 m) begann. Der Pass war als Anstieg der 1. Kategorie klassifiziert und wies auf einer Länge von 10,3 Kilometern eine durchschnittliche Steigung von 7,6 % auf. Nach der Überquerung, 43,3 Kilometer vor dem Ziel folgte eine Abfahrt bis Scafa, wo der Schlussanstieg begann. Die ersten rund acht Kilometer führten auf ein kurzes Flachstück, auf dem in Roccamorice (524 m), 13,5 Kilometer vor dem Ziel, der zweite Zwischensprint ausgefahren wurde.
Anschließend begann die offizielle Steigung auf den Blockhaus (1665 m). Dieser Anstieg war mit der Bergwertung der 1. Kategorie klassifiziert und führte über 13,6 Kilometer mit einer durchschnittlichen Steigung von 8,4 %. Speziell die letzten 10 Kilometer stellten mit einem Schnitt von 9,4 % eine Herausforderung dar und boten Möglichkeiten, eine Selektion herbeizuführen. Das Ziel befand sich wie bereits im Jahr 2017 beim Skilift des Skigebiets Majelletta.
|                            | Ort                                   | Kilometer | Länge (km) | Höhe (m) | Ø Steigung | max. Steigung |
| -------------------------- | ------------------------------------- | --------- | ---------- | -------- | ---------- | ------------- |
| neutraler Start            | Isernia (Piazza San Pietro Celestino) | −3,4      |            |          |            |               |
| offizieller Start          | Isernia (SS17)                        | 0         |            |          |            |               |
| Bergwertung (3. Kategorie) | Valico del Macerone                   | 4,2       | 3,1        | 684      | 5,7 %      | unbekannt     |
| Bergwertung (2. Kategorie) | Rionero Sannitico                     | 17,8      | 9          | 1032     | 6,7 %      | unbekannt     |
| Bergwertung (2. Kategorie) | Roccaraso                             | 36,6      | 7,3        | 1254     | 6,1 %      | unbekannt     |
| Zwischensprint             | Filetto                               | 103,5     |            |          |            |               |
| Bergwertung (1. Kategorie) | Passo Lanciano                        | 147,7     | 10,3       | 1310     | 7,6 %      | 14 %          |
| Zwischensprint             | Roccamorice                           | 177,5     |            |          |            |               |
| Bergwertung (1. Kategorie) | Blockhaus                             | 191       | 13,6       | 1665     | 8,4 %      | 14 %          |
| Ziel                       | Blockhaus                             | 191       |            |          |            |               |

## Rennverlauf und Ergebnis
Unmittelbar nach dem Start setzten sich mit Jaakko Hänninen (AG2R Citroën Team), Matthew Holmes (Lotto Soudal), Natnael Tesfatsion (Drone Hopper-Androni Giocattoli), Diego Rosa (Eolo-Kometa Cycling Team) und Luca Covili (Bardiani CSF Faizanè) fünf Fahrer vom Hauptfeld ab. Im Anstieg auf den Valico del Macerone (3. Kategorie) mussten Jaakko Hänninen und Luca Covili jedoch nach wenigen Kilometern wieder abreisen lassen. Dahinter versuchten mehrere Fahrer im Anstieg zu der Spitzengruppe aufzuschließen. Die erste Bergwertung des Tages sicherte sich Matthew Holmes vor Diego Rosa und Natnael Tesfatsion. Das Trio blieb auf der anschließenden Abfahrt zusammen und erreichte den Fuß der nächsten Steigung mit einem Vorsprung von rund 20 Sekunden auf das Hauptfeld, das die übrigen Ausreißer gestellt hatte.
Im Anstieg nach Rionero Sannitico (2. Kategorie) setzte sich Diego Rosa früh von seinen Begleitern ab und setzte sich allein an die Spitze des Rennens. Seine ehemaligen Fluchtgefährten wurden gestellt und es bildeten sich neue Fluchtgruppen. In der ersten Verfolgergruppe waren Joe Dombrowski (Astana Qazaqstan Team) und Natnael Tesfatsion mit einem Rückstand von rund einer halben Minute und in der zweiten Verfolgergruppe folgten Felix Gall, Nans Peters (AG2R Citroën), James Knox (Quick-Step Alpha Vinyl Team), Jonathan Caicedo (EF Education-EasyPost), Filippo Zana (Bardiani CSF Faizanè) sowie Eduardo Sepúlveda (Drone Hopper-Androni Giocattoli) mit einem Rückstand von etwa einer Minute. Im Hauptfeld kam es zu einem Sturz, in den unter anderen auch Pello Bilbao (Bahrain Victorious) involviert war. Er konnte das Rennen jedoch fortsetzen. Nachdem sich Diego Rosa die Bergwertung gesichert hatte, ließ er sich in der Abfahrt von Joe Dombrowski und Natnael Tesfatsion einholen. Nach rund 30 Kilometern schloss auch die zweite Verfolgergruppe zur Spitze auf, die nun aus neun Fahrern bestand. Der Vorsprung auf das Hauptfeld war unterdessen auf über vier Minuten angewachsen.
Diego Rosa sicherte sich nach 36,6 gefahrenen Kilometern auch die Bergwertung (2. Kategorie) in Roccaraso und schob sich somit im Kampf um das blaue Trikot auf Platz drei. Dahinter belegten Felix Gall und Eduardo Sepúlveda die Plätze zwei und drei. Der Führende der Bergwertung, Koen Bouwman (Jumbo-Visma), hatte im Verlauf der Etappe noch keine Punkte geholt. In weiterer Folge stabilisierte sich die Rennsituation, wobei das Team Trek-Segafredo um den Führenden der Gesamtwertung, Juan Pedro López, das Tempo im Hauptfeld bestimmte. Die Spitzengruppe erreichte den ersten Zwischensprint nach 103,5 Kilometern mit einem Vorsprung von rund vier Minuten. Eduardo Sepúlveda sicherte sich die 12 Punkte vor Felix Gall und Joe Dombrowski, wobei keiner der Fahrer eine Gefahr für Arnaud Démare (Groupama-FDJ), den Führenden der Punktewertung, darstellte.
Am Fuße des Passo Lanciano (1310 m), einem Anstieg der 1. Kategorie, griff Nans Peters 60 Kilometer vor dem Ziel an und setzte sich mit Natnael Tesfatsion und Eduardo Sepúlveda – beide von Drone Hopper-Androni Giocattoli – von den übrigen Mitgliedern der Spitzengruppe ab. Sie arbeitete jedoch nicht gut zusammen und Diego Rosa schaffte es 50 Kilometer vor dem Ziel, zu dem Trio aufzuschließen, während die restlichen Fahrer der ursprünglichen Ausreißergruppe zurückfielen. Im Hauptfeld hatten unterdessen die Ineos Grenadiers das Tempo übernommen und den Vorsprung der Spitzengruppe auf zweieinhalb Minuten reduziert. Rund 5 Kilometer vor der Kuppe, lösten sich Diego Rosa und Natnael Tesfatsion von ihrem Begleiter und erreichten die Bergwertung gemeinsam. Diego Rosa gewann die Bergwertung und übernahm somit das blaue Trikot von Koen Bouwman, der sich im Hauptfeld befand und nur einen Punkt holte. Hinter den beiden Führenden hatte Joe Dombrowski zu Nans Peters und Eduardo Sepúlveda aufgeschlossen und die Gruppe überquerte die Kuppe mit einem Rückstand von rund einer Minute. In der Abfahrt setzte sich Natnael Tesfatsion von Diego Rosa ab, ehe er sich in einer Kurve verschätzte und zu Sturz kam. Der Eritreer blieb jedoch unverletzt und konnte das Rennen fortsetzen, verlor jedoch viel Zeit. Im Hauptfeld fiel Wilco Kelderman (Bora-hansgrohe) kurzzeitig aufgrund eines technischen Defekts zurück, konnte jedoch noch vor dem Schlussanstieg wieder aufschließen.
Auf dem Weg zum zweiten Zwischensprint schlossen Nans Peters und Joe Dombrowski zwar zu dem Führenden Diego Rosa auf, ihr Vorsprung auf das Hauptfeld war jedoch auf unter eine Minute geschmolzen. Als letzter Fahrer wurde Joe Dombrowski rund 15 Kilometer vor dem Ziel gestellt. Bei dem zweiten Zwischensprint sicherte sich Richard Carapaz (Ineos Grenadiers) hinter seinen Teamkollegen Ben Tulett und Pavel Sivakov eine Bonussekunde, ehe es in den 13,6 Kilometer langen Schlussanstieg auf den Blockhaus (1665 m) ging. Bereits auf den ersten Kilometern des Anstieges verloren Giulio Ciccone (Trek-Segafredo), Wilco Kerlderman und Simon Yates (Team BikeExchange-Jayco) den Kontakt zu den anderen Favoriten. Simon Yates konnte seinen Rückstand zwar zunächst geringhalten, verlor im Ziel jedoch über elf Minuten und musste somit seine Gesamtklassement-Ambitionen begraben. 8,7 Kilometer vor dem Ziel übernahm Richie Porte (Ineos Grenadiers) als letzter Helfer von Richard Carapaz die Tempoarbeit und dünnte das Fahrerfeld weiter aus. Der Träger des Rosa Trikots, Juan Pedro López, touchierte kurz darauf mit dem Hinterrad von Alejandro Valverde (Movistar Team) und kam zu Sturz. Er konnte das Rennen zwar schnell wieder aufnehmen, stellte den Kontakt zur Gruppe jedoch nicht mehr her. 7 Kilometer vor dem Ziel wurde auch der Gesamtzweite Lennard Kämna (Bora-hansgrohe) distanziert und fiel hinter Juan Pedro López zurück.
4,6 Kilometer vor dem Ziel erfolgte die Attacke von Richard Carapaz, nachdem sein Team während des gesamten Anstieges die Tempoarbeit gemacht hatte. Der Ecuadorianer konnte schnell eine Lücke herausfahren und nur Romain Bardet (Team DSM) und Mikel Landa (Bahrain-Victorious) konnten ihm folgen. Dahinter formierte sich mit einem Abstand von wenigen Sekunden eine Gruppe mit João Almeida (UAE Team Emirates), Jai Hindley (Bora-hansgrohe), Domenico Pozzovivo (Intermarché-Wanty-Gobert Matériaux) und Vincenzo Nibali (Astana Qazaqstan). Während Vincenzo Nibali dem Tempo nicht folgen konnte, schlossen João Almeida, Jai Hindley und Domenico Pozzovivo 800 Meter vor dem Ziel noch einmal zu dem Führungstrio auf und es kam zu einem Zielsprint. Jai Hindley eröffnete den Sprint von der ersten Position aus und feierte seinen zweiten Etappensieg beim Giro d’Italia vor Romain Bardet und Richard Carapaz. Juan Pedro López erreichte das Ziel mit einem Rückstand von einer Minute und 46 Sekunden und verteidigte erneut das Rosa Trikot sowie die Nachwuchswertung. Sein Vorsprung auf den nun Zweitplatzierten Joao Almeida betrug jedoch nur noch 12 Sekunden. Arnaud Démare erreichte wie Mark Cavendish (Quick-Step Alpha Vinyl) und Caleb Ewan (Lotto Soudal) das Ziel im vorgegebenen Zeitlimit und behielt das violette Trikot. Koen Bouwman hingegen musste das blaue Trikot, des Führenden in der Bergwertung, an Diego Rosa abgeben. Rüdiger Selig (Lotto Soudal) erreichte das Ziel als einziger Fahrer nicht und musste die Rundfahrt verlassen.
| \| Etappenergebnis \| Etappenergebnis \| Etappenergebnis \| Etappenergebnis \| Etappenergebnis \| \| Fahrer \| Fahrer \| Land \| Team \| Zeit \| \| --------------- \| ------------------ \| --------------- \| ---------------------------------- \| --------------- \| \| 1. \| Jai Hindley \| Australien \| Bora-Hansgrohe \| 5 h 34 min 44 s \| \| 2. \| Romain Bardet \| Frankreich \| Team DSM \| + 0 s \| \| 3. \| Richard Carapaz \| Ecuador \| Ineos Grenadiers \| + 0 s \| \| 4. \| Mikel Landa \| Spanien \| Bahrain Victorious \| + 0 s \| \| 5. \| João Almeida \| Portugal \| UAE Team Emirates \| + 0 s \| \| 6. \| Domenico Pozzovivo \| Italien \| Intermarché-Wanty-Gobert Matériaux \| + 3 s \| \| 7. \| Emanuel Buchmann \| Deutschland \| Bora-Hansgrohe \| + 16 s \| \| 8. \| Vincenzo Nibali \| Italien \| Astana Qazaqstan Team \| + 34 s \| \| 9. \| Alejandro Valverde \| Spanien \| Movistar Team \| + 46 s \| \| 10. \| Thymen Arensman \| Niederlande \| Team DSM \| + 58 s \| |                    |             |                                    |                 |
| |                    |             |                                    |                 |
| Quelle: ProCyclingStats |                    |             |                                    |                 |
| Etappenergebnis |                    |             |                                    |                 |
| Fahrer | Fahrer             | Land        | Team                               | Zeit            |
| 1. | Jai Hindley        | Australien  | Bora-Hansgrohe                     | 5 h 34 min 44 s |
| 2. | Romain Bardet      | Frankreich  | Team DSM                           | + 0 s           |
| 3. | Richard Carapaz    | Ecuador     | Ineos Grenadiers                   | + 0 s           |
| 4. | Mikel Landa        | Spanien     | Bahrain Victorious                 | + 0 s           |
| 5. | João Almeida       | Portugal    | UAE Team Emirates                  | + 0 s           |
| 6. | Domenico Pozzovivo | Italien     | Intermarché-Wanty-Gobert Matériaux | + 3 s           |
| 7. | Emanuel Buchmann   | Deutschland | Bora-Hansgrohe                     | + 16 s          |
| 8. | Vincenzo Nibali    | Italien     | Astana Qazaqstan Team              | + 34 s          |
| 9. | Alejandro Valverde | Spanien     | Movistar Team                      | + 46 s          |
| 10. | Thymen Arensman    | Niederlande | Team DSM                           | + 58 s          |

## Gesamtstände
| \| Gesamtwertung \| Gesamtwertung \| Gesamtwertung \| Gesamtwertung \| Gesamtwertung \| \| Fahrer \| Fahrer \| Land \| Team \| Zeit \| \| ------------- \| ------------------ \| ------------- \| ---------------------------------- \| ---------------- \| \| 1. \| Juan Pedro López \| Spanien \| Trek-Segafredo \| 37 h 52 min 01 s \| \| 2. \| João Almeida \| Portugal \| UAE Team Emirates \| + 12 s \| \| 3. \| Romain Bardet \| Frankreich \| Team DSM \| + 14 s \| \| 4. \| Richard Carapaz \| Ecuador \| Ineos Grenadiers \| + 15 s \| \| 5. \| Jai Hindley \| Australien \| Bora-Hansgrohe \| + 20 s \| \| 6. \| Guillaume Martin \| Frankreich \| Cofidis \| + 28 s \| \| 7. \| Mikel Landa \| Spanien \| Bahrain Victorious \| + 29 s \| \| 8. \| Domenico Pozzovivo \| Italien \| Intermarché-Wanty-Gobert Matériaux \| + 54 s \| \| 9. \| Emanuel Buchmann \| Deutschland \| Bora-Hansgrohe \| + 1 min 09 s \| \| 10. \| Pello Bilbao \| Spanien \| Bahrain Victorious \| + 1 min 22 s \| |                    |             |                                    |                  |
| |                    |             |                                    |                  |
| Quelle: ProCyclingStats |                    |             |                                    |                  |
| Gesamtwertung |                    |             |                                    |                  |
| Fahrer | Fahrer             | Land        | Team                               | Zeit             |
| 1. | Juan Pedro López   | Spanien     | Trek-Segafredo                     | 37 h 52 min 01 s |
| 2. | João Almeida       | Portugal    | UAE Team Emirates                  | + 12 s           |
| 3. | Romain Bardet      | Frankreich  | Team DSM                           | + 14 s           |
| 4. | Richard Carapaz    | Ecuador     | Ineos Grenadiers                   | + 15 s           |
| 5. | Jai Hindley        | Australien  | Bora-Hansgrohe                     | + 20 s           |
| 6. | Guillaume Martin   | Frankreich  | Cofidis                            | + 28 s           |
| 7. | Mikel Landa        | Spanien     | Bahrain Victorious                 | + 29 s           |
| 8. | Domenico Pozzovivo | Italien     | Intermarché-Wanty-Gobert Matériaux | + 54 s           |
| 9. | Emanuel Buchmann   | Deutschland | Bora-Hansgrohe                     | + 1 min 09 s     |
| 10. | Pello Bilbao       | Spanien     | Bahrain Victorious                 | + 1 min 22 s     |

| Punktewertung | Punktewertung        | Punktewertung          | Punktewertung                      | Punktewertung |
| Fahrer        | Fahrer               | Land                   | Team                               | Punkte        |
| ------------- | -------------------- | ---------------------- | ---------------------------------- | ------------- |
| 1.            | Arnaud Démare        | Frankreich             | Groupama-FDJ                       | 147 P.        |
| 2.            | Biniam Girmay        | Eritrea                | Intermarché-Wanty-Gobert Matériaux | 120 P.        |
| 3.            | Mark Cavendish       | Vereinigtes Königreich | Quick-Step Alpha Vinyl             | 78 P.         |
| 4.            | Mathieu van der Poel | Niederlande            | Alpecin-Fenix                      | 72 P.         |
| 5.            | Fernando Gaviria     | Kolumbien              | UAE Team Emirates                  | 54 P.         |
| 6.            | Giacomo Nizzolo      | Italien                | Israel-Premier Tech                | 54 P.         |
| 7.            | Thomas De Gendt      | Belgien                | Lotto-Soudal                       | 51 P.         |
| 8.            | Filippo Tagliani     | Italien                | Drone Hopper-Androni Giocattoli    | 45 P.         |
| 9.            | Caleb Ewan           | Australien             | Lotto-Soudal                       | 43 P.         |
| 10.           | Davide Gabburo       | Italien                | Bardiani CSF Faizanè               | 38 P.         |

| Bergwertung | Bergwertung        | Bergwertung | Bergwertung                     | Bergwertung |
| Fahrer      | Fahrer             | Land        | Team                            | Punkte      |
| ----------- | ------------------ | ----------- | ------------------------------- | ----------- |
| 1.          | Diego Rosa         | Italien     | Eolo-Kometa                     | 83 P.       |
| 2.          | Koen Bouwman       | Niederlande | Jumbo-Visma                     | 69 P.       |
| 3.          | Lennard Kämna      | Deutschland | Bora-Hansgrohe                  | 43 P.       |
| 4.          | Jai Hindley        | Australien  | Bora-Hansgrohe                  | 40 P.       |
| 5.          | Wout Poels         | Niederlande | Bahrain Victorious              | 27 P.       |
| 6.          | Natnael Tesfatsion | Eritrea     | Drone Hopper-Androni Giocattoli | 26 P.       |
| 7.          | Davide Formolo     | Italien     | UAE Team Emirates               | 25 P.       |
| 8.          | Bauke Mollema      | Niederlande | Trek-Segafredo                  | 20 P.       |
| 9.          | Romain Bardet      | Frankreich  | Team DSM                        | 19 P.       |
| 10.         | Eduardo Sepúlveda  | Argentinien | Drone Hopper-Androni Giocattoli | 19 P.       |

| Nachwuchswertung | Nachwuchswertung  | Nachwuchswertung | Nachwuchswertung       | Nachwuchswertung |
| Fahrer           | Fahrer            | Land             | Team                   | Zeit             |
| ---------------- | ----------------- | ---------------- | ---------------------- | ---------------- |
| 1.               | Juan Pedro López  | Spanien          | Trek-Segafredo         | 37 h 52 min 01 s |
| 2.               | João Almeida      | Portugal         | UAE Team Emirates      | + 12 s           |
| 3.               | Thymen Arensman   | Niederlande      | Team DSM               | + 1 min 27 s     |
| 4.               | Iván Sosa         | Kolumbien        | Movistar Team          | + 5 min 53 s     |
| 5.               | Pavel Sivakov     | Frankreich       | Ineos Grenadiers       | + 10 min 52 s    |
| 6.               | Mauri Vansevenant | Belgien          | Quick-Step Alpha Vinyl | + 12 min 50 s    |
| 7.               | Santiago Buitrago | Kolumbien        | Bahrain Victorious     | + 16 min 08 s    |
| 8.               | Wadim Pronski     | Kasachstan       | Astana Qazaqstan Team  | + 21 min 10 s    |
| 9.               | Tobias Foss       | Norwegen         | Jumbo-Visma            | + 24 min 42 s    |
| 10.              | Gijs Leemreize    | Niederlande      | Jumbo-Visma            | + 27 min 08 s    |

| Mannschaftswertung | Mannschaftswertung                 | Mannschaftswertung           | Mannschaftswertung |
| Team               | Team                               | Land                         | Zeit               |
| ------------------ | ---------------------------------- | ---------------------------- | ------------------ |
| 1.                 | Bora-Hansgrohe                     | Deutschland                  | 13 h 39 min 08 s   |
| 2.                 | Bahrain Victorious                 | Bahrain                      | + 3 min 21 s       |
| 3.                 | Intermarché-Wanty-Gobert Matériaux | Belgien                      | + 5 min 24 s       |
| 4.                 | Ineos Grenadiers                   | Vereinigtes Königreich       | + 11 min 58 s      |
| 5.                 | Trek-Segafredo                     | Vereinigte Staaten           | + 15 min 38 s      |
| 6.                 | Team DSM                           | Niederlande                  | + 16 min 44 s      |
| 7.                 | Movistar Team                      | Spanien                      | + 18 min 47 s      |
| 8.                 | Jumbo-Visma                        | Niederlande                  | + 24 min 01 s      |
| 9.                 | Astana Qazaqstan Team              | Kasachstan                   | + 29 min 45 s      |
| 10.                | UAE Team Emirates                  | Vereinigte Arabische Emirate | + 32 min 49 s      |

## Ausgeschiedene Fahrer
- Rüdiger Selig (Lotto Soudal): wegen Erschöpfung während der Etappe aufgegeben[4]